# Mongmong-Toto-Maite
Mongmong-Toto-Maite (czamorro: Mongmong-To’to-Maite’) – okręg administracyjny Guamu, w którego skład wchodzą trzy miejscowości: Mongmong, Toto oraz Maite. Okręg ma powierzchnię 5 km², a zamieszkany jest przez 6825 osób (dane spisowe z 2010).